# Heinsheim
Heinsheim est un village du Bade-Wurtemberg, quartier de Bad Rappenau depuis 1972.

## Géographie
Le village est situé dans le Sud de la Kraichgau entre Bad Wimpfen et Gundelsheim au bord du Neckar.

## Galerie

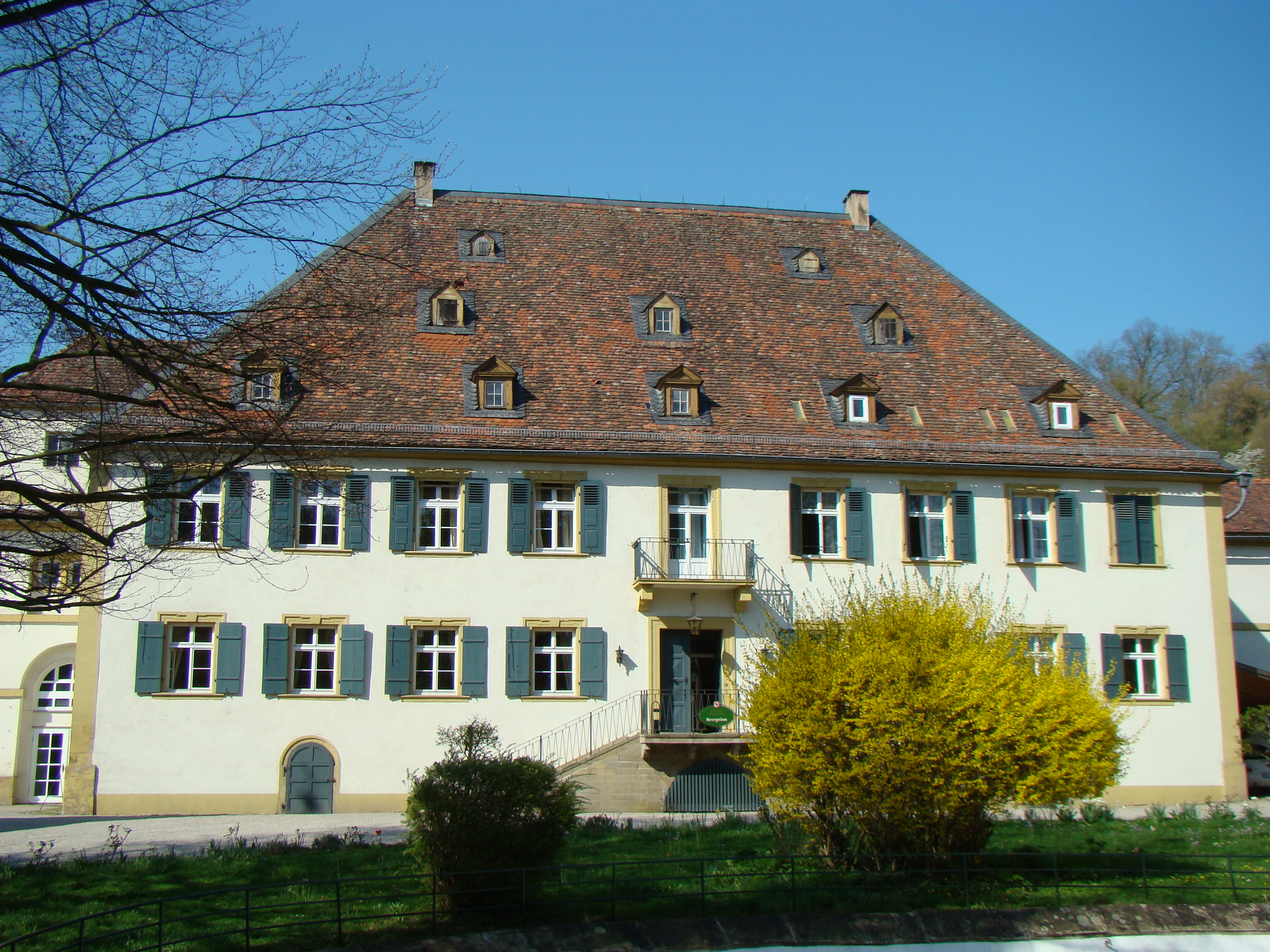
Château de Heinsheim
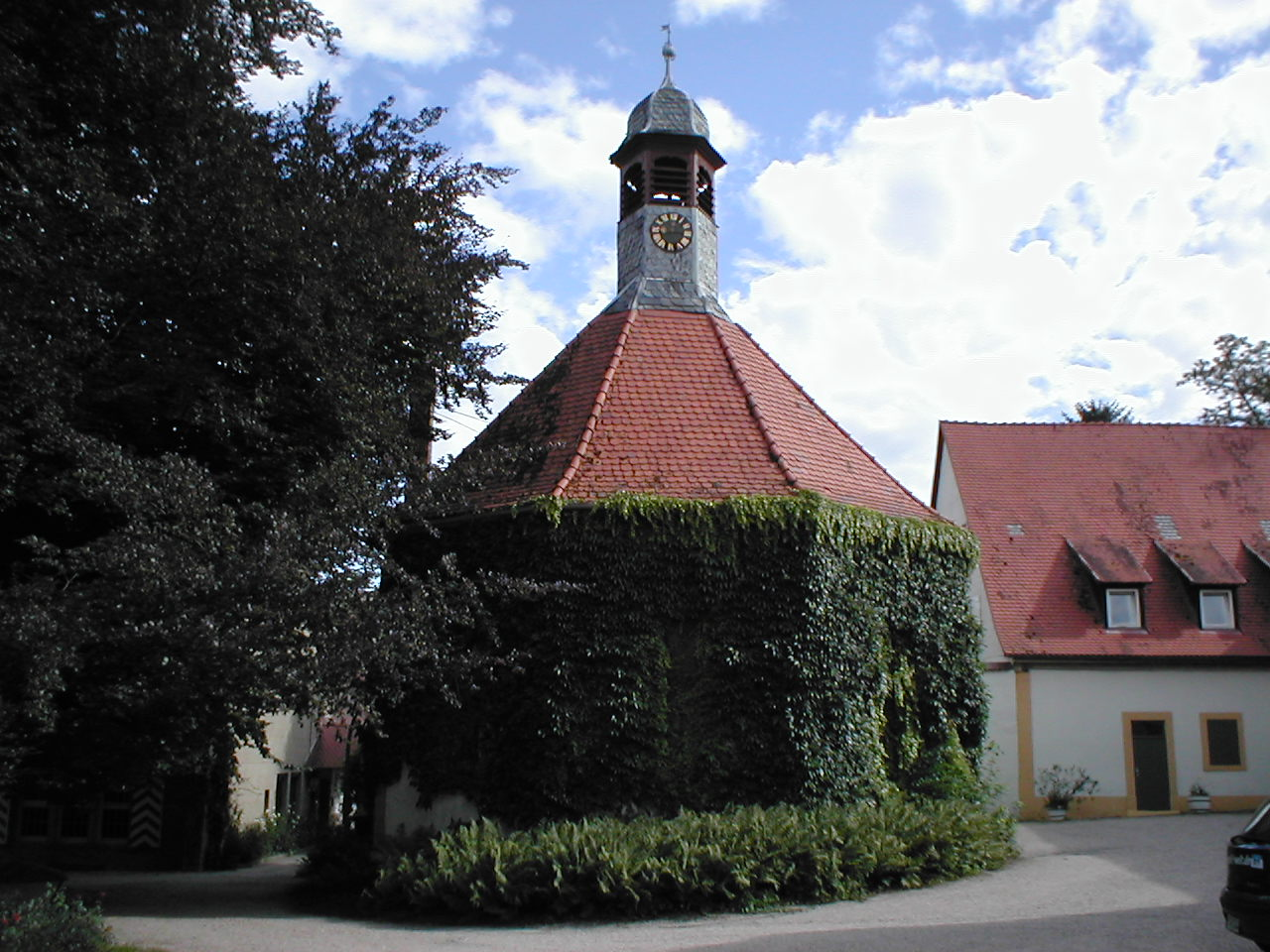
Chapelle du château
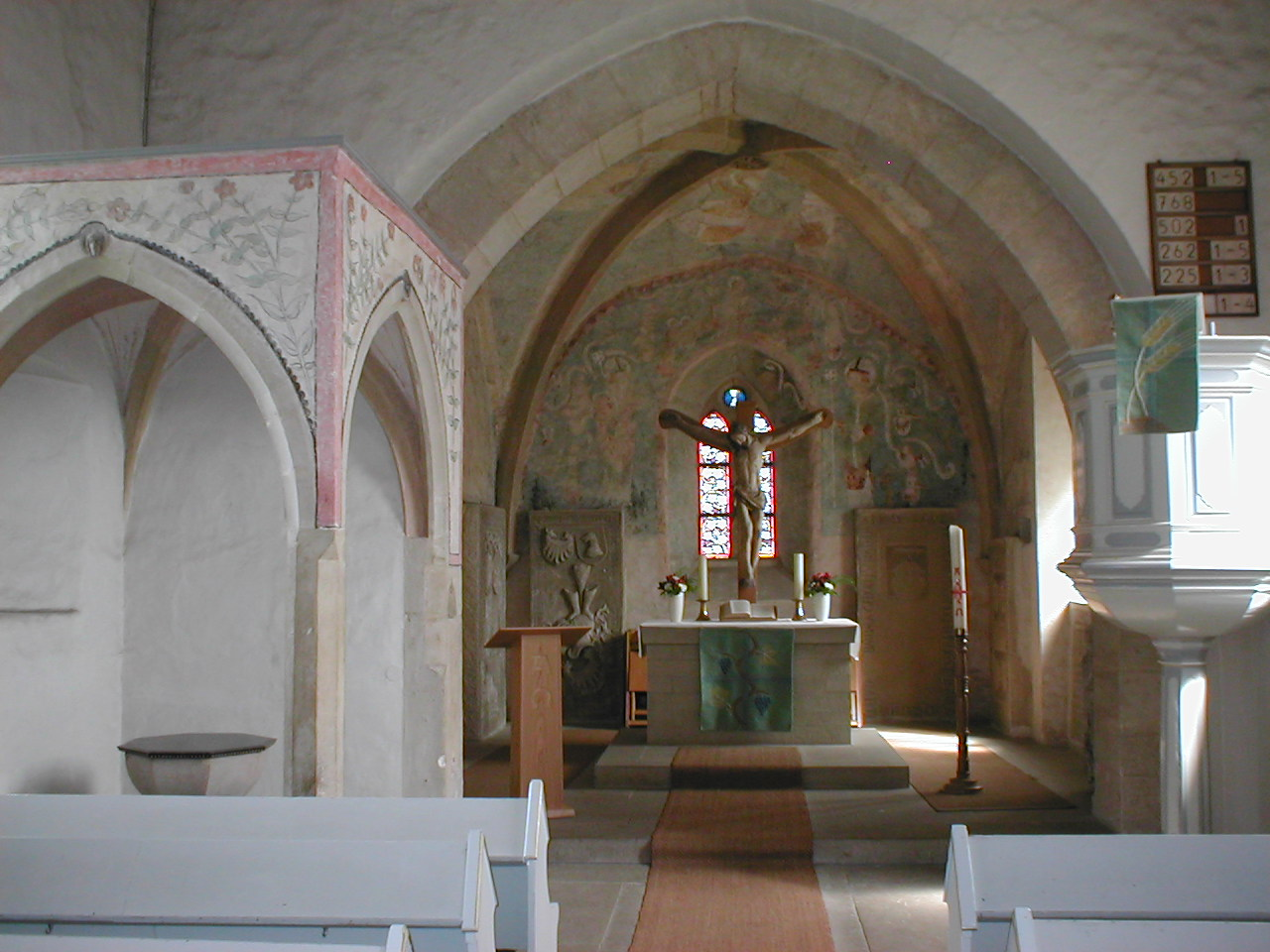
Voute de l'église
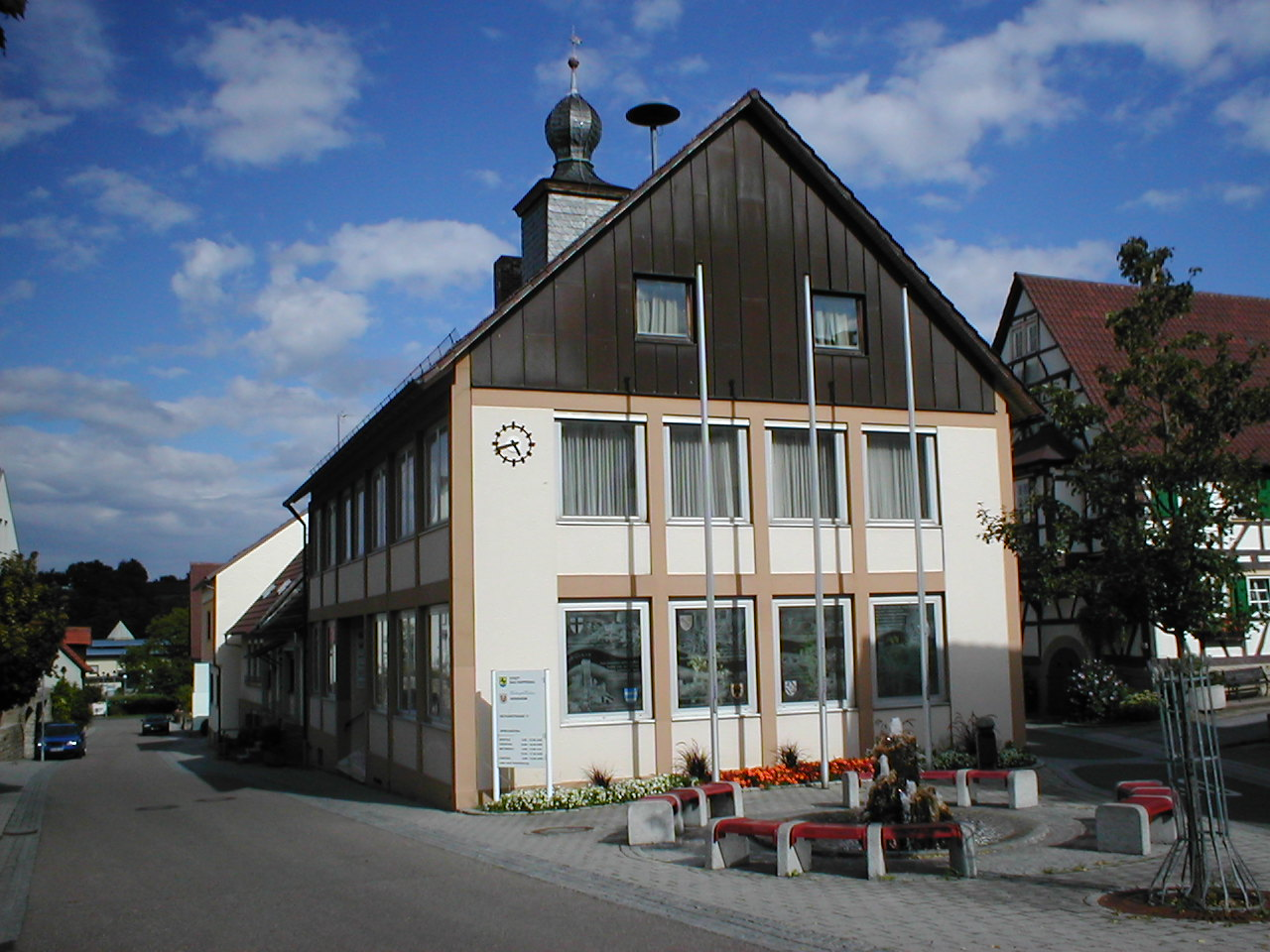
Mairie
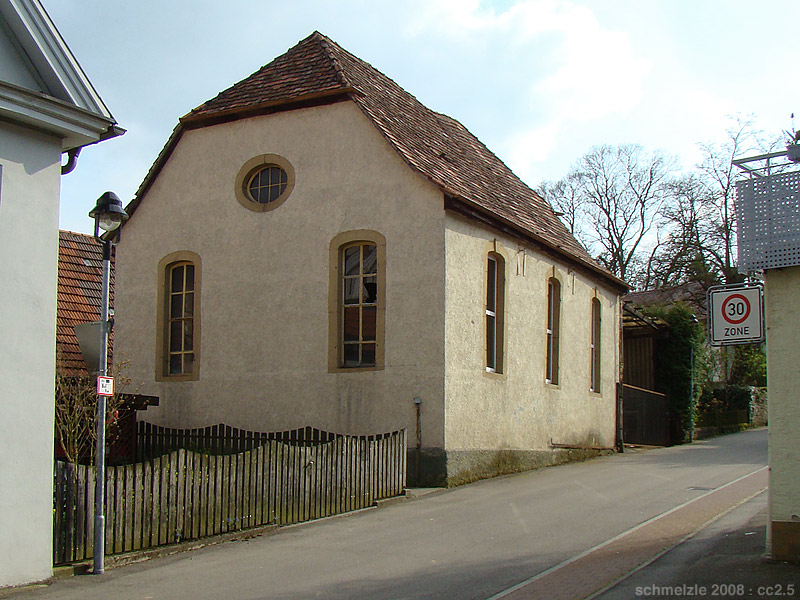
Ancienne synagogue, construite en 1792
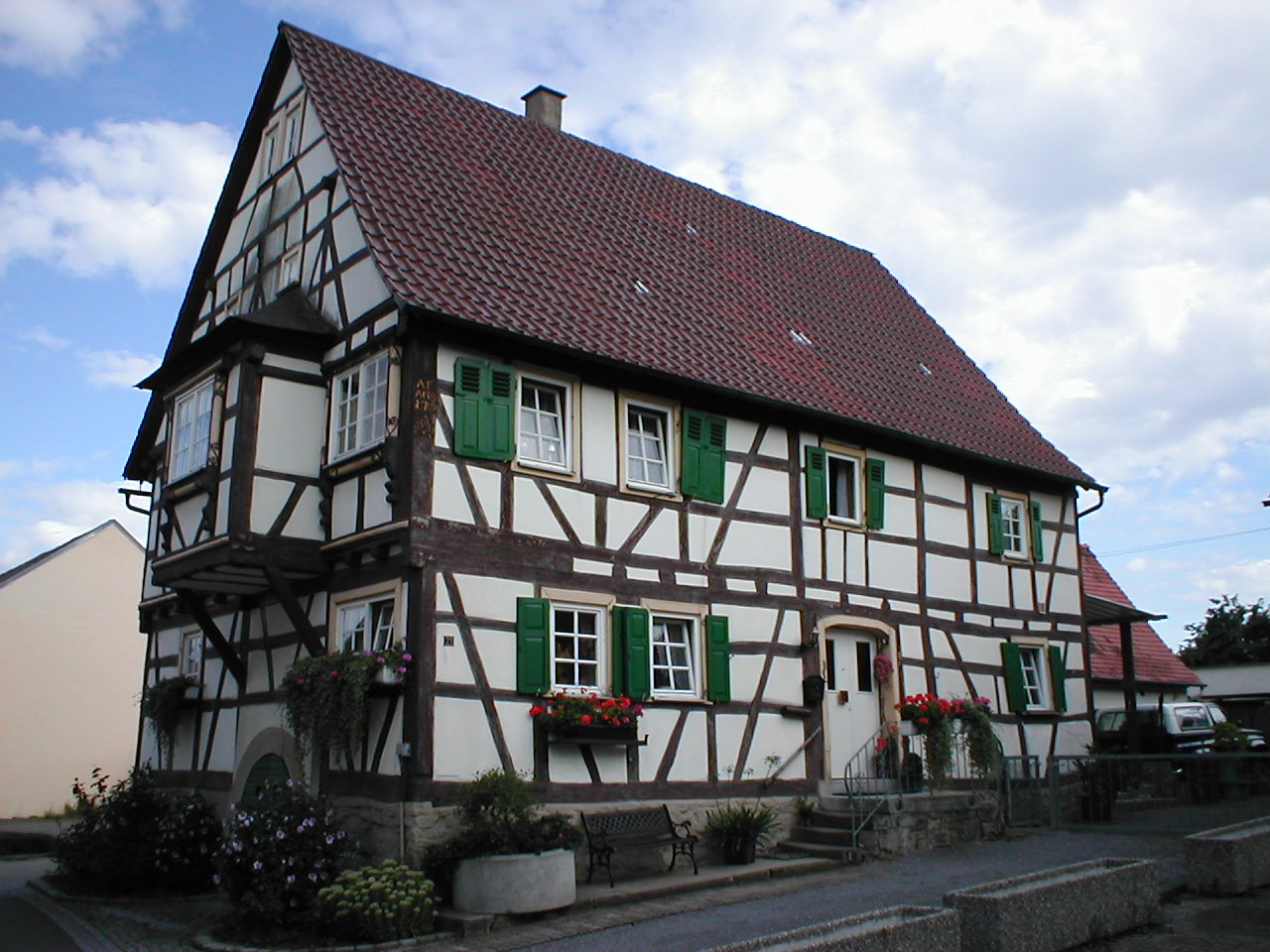
Maison de 1705 à colombages près de la Mairie
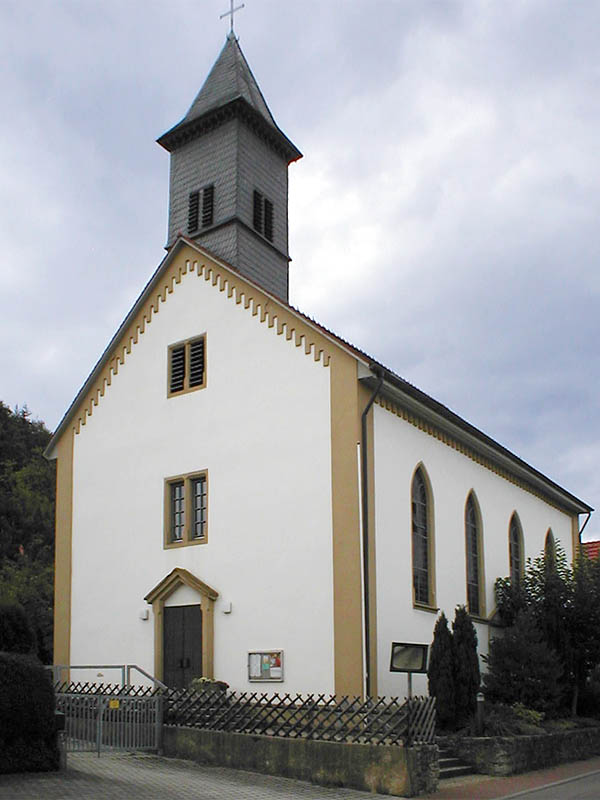
Église Saint-Jean-Baptiste
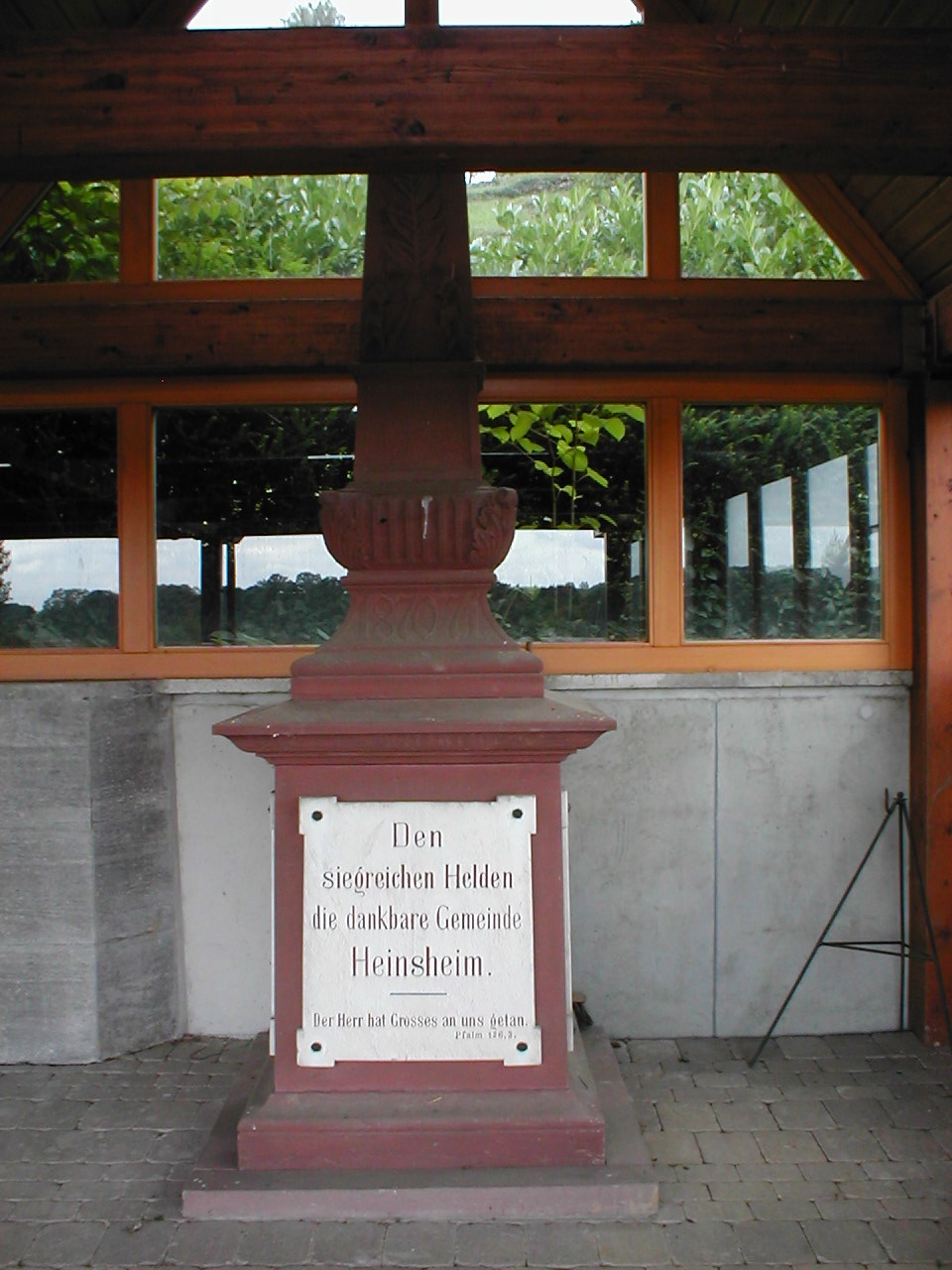
Monument aux morts
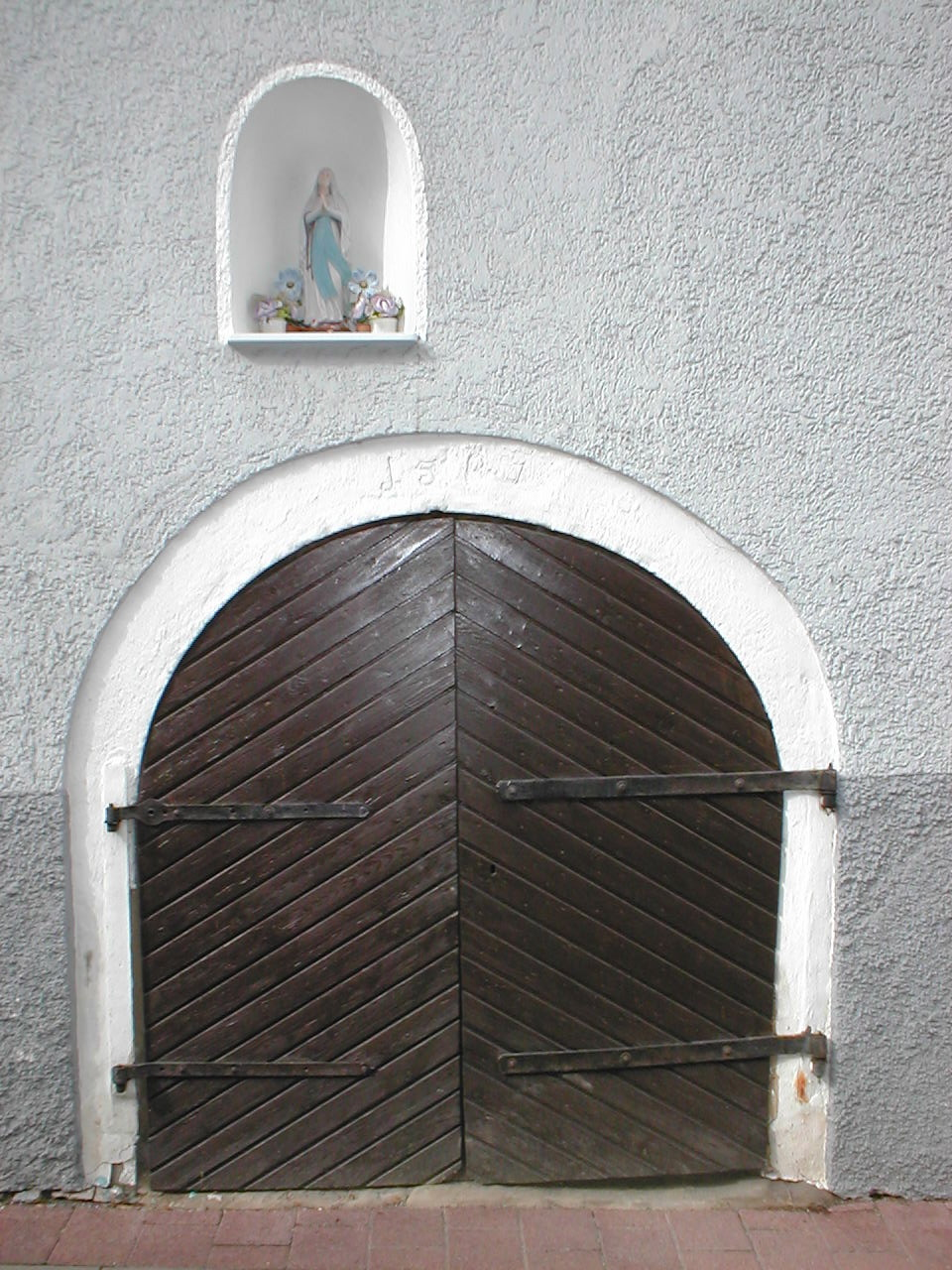
Porte du XVIe siècle

## Personnalité liée à la commune
- Israel Gottlieb Canz y est né.